# Cleopatra VIII Selene
Cleopatra VIII Selene (greacă η Κλεοπάτρα Σελήνη, 25 decembrie 40 î.Hr.) era fiica reginei Cleopatra și a lui Marc Antoniu.
A fost singura fată a Cleopatrei și a avut 3 frați Ptolemeu Cezarion, Alexandru Helios și Ptolemeu Philadeus.
Ea a fost născută, crescută si educată în Alexandria. A folosit aceleși titluri precum mama sa, regina Cleopatra in greaca: ΒΑΣΙΛΙΣΣΑ ΚΛΕΟΠΑΤΡΑ ori ΒΑΣΙΛΙΣΣ ΚΛΕΟΠΑΤΡΑ.